# Pedicularis cymbalaria
Pedicularis cymbalaria är en snyltrotsväxtart som beskrevs av Bonati. Pedicularis cymbalaria ingår i släktet spiror, och familjen snyltrotsväxter. Inga underarter finns listade i Catalogue of Life.